# آلبرتو اگیلار
البرتو اگیلار (انگلیسی: Alberto Aguilar؛ زادهٔ ۱۲ ژوئیهٔ ۱۹۸۴) بازیکن فوتبال اهل اسپانیا است.
از باشگاه‌هایی که در آن بازی کرده‌است می‌توان به باشگاه فوتبال آلباسته بالومپیه، باشگاه فوتبال وسترن سیدنی واندررز، باشگاه فوتبال کوردوبا، باشگاه فوتبال پومفرادینا، باشگاه فوتبال ختافه، و باشگاه فوتبال مالاگا اشاره کرد.